# Astério de Amaseia
Santo Astério de Amaseia foi elevado à posição de bispo de Amaseia entre 380 e 390, após uma carreira como advogado.
. Ele nasceu na Capadócia e provavelmente morreu em Amaseia, atualmente na Turquia e, na época, na província romana do Ponto. Parte significativa de seus sermões sobreviveu é particularmente importante para a história da arte e como fonte para entendermos como era a vida social durante seu tempo. Astério, bispo de Amaseia, não deve ser confundido com o polemista ariano Astério, o Sofista.

## Vida e obras
Astério de Amaseia foi um contemporâneo mais jovem de Anfilóquio de Icônio e dos três grandes Padres capadócios. Pouco se sabe sobre a sua vida, exceto que ele foi educado por um escravo cita. Como Anfilóquio, ele foi um advogado antes de se tornar um bispo entre 380 e 390, e ele se utilizou de seu talento profissional na retórica em seus sermões. Dezesseis homilias e panegíricos sobre os mártires ainda existem, com grande familiaridade com os clássicos e contendo uma rara concentração de detalhes sobre a vida cotidiana de sua época. Uma delas, a Oração 4: Adversus Kalendarum Festum, ataca os costumes pagãos e os exageros da festa de ano novo, negando tudo o que Libânio tinha dito em apoio a elas. Este sermão foi proferido em 1 de janeiro de 400 e é uma das evidências para identificar o período em que Astério pregou.